# Национално знаме на Гренландия
Знамето на Гренландия е прието на 21 юни 1985 г. 
Състои се от две хоризонтални полета. Горната част е бяла, долната червена. Около средата е изобразен червено-бял кръг. Горната е червена, долната бяла.

## Описание
Бялата част символизира ледовете и снежните върхове на страната, а червения цвят океана. Бялата част на кръга символизира айсбергите, а червената част фиордите. Друга интерпретация обозначава кръга като изгряващото и залязващо слънце. Цветовете повтарят знамето на Дания, чието владение е Гренландия.

## История
Първите опити за създаване на флаг на Гренландия са от 1973 г. Тогавашното знаме е зелено-бял-син скандинавски кръст, по-подобие на знамето на Фарьорските острови. През следващата година започва конкурс за изработка на ново знаме, сред жителите на острова. Но окончателен вариант не е избран. С получаването на независимост правителството обявява конкурс за създаване на знаме сред повече от 500 проекта. В резултат е избран сегашният флаг и на 21 юни 1985 г. е окончателно утвърден.